# ジャガー・R2
ジャガー・R2 (Jaguar R2) は、ジャガー・レーシングが2001年のF1世界選手権参戦用に開発し投入したフォーミュラ1カー。

## 開発と背景
前年のR1の不振によりテクニカルディレクターのゲイリー・アンダーソンが解任され、2000年末に加入したスティーブ・ニコルズが後を受け継いだ。
ドライバーはチーム2年目になるエディ・アーバインと、2000年オーストリアグランプリでアーバインの代役を務めたルチアーノ・ブルティがドライブした。しかしながらブルティは4戦を走ったのみでペドロ・デ・ラ・ロサと交代した。

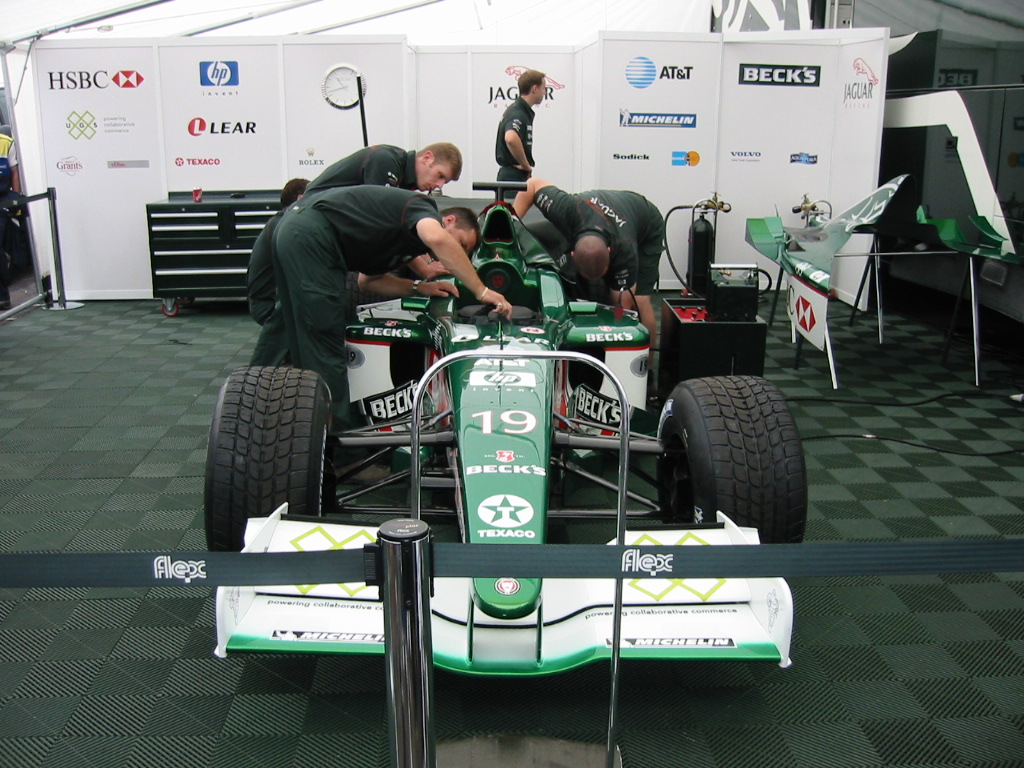
整備中のR2

ジャガーチームにとってデビューイヤーの2000年シーズンは4ポイントしか獲得できず、2001年シーズンは強化の年となった。R2は前年のR1よりも保守的な設計となり信頼性も向上した。モナコGPではアーバインがチーム初の3位表彰台を獲得。これを含め4戦で入賞し、最終的に9ポイントを得て、コンストラクターズランキング8位でシーズンを終えた。
チームは契約関係でシーズン中の注目を集めることとなった。マクラーレンのテクニカル・ディレクター、エイドリアン・ニューウェイがチームとの契約を交わしたが、すぐに翻意し移籍を取りやめることとなった。この契約はジャガーのチーム代表であったボビー・レイホールが取り決めたものであった。また、アーバインをジョーダンに譲るという契約も失敗に終わり、レイホールはチームを離脱することとなる。後任のチーム代表にはニキ・ラウダが着任した。

## F1における全成績
(key) （太字はポールポジション）
| 年     | チーム   | エンジン       | タイヤ | ドライバー   | 1   | 2   | 3   | 4   | 5   | 6   | 7   | 8   | 9   | 10  | 11  | 12  | 13  | 14  | 15  | 16  | 17  | ポイント | 順位 |
| ------ | -------- | -------------- | ------ | ------------ | --- | --- | --- | --- | --- | --- | --- | --- | --- | --- | --- | --- | --- | --- | --- | --- | --- | -------- | ---- |
| 2001年 | ジャガー | コスワース V10 | M      |              | AUS | MAL | BRA | SMR | ESP | AUT | MON | CAN | EUR | FRA | GBR | GER | HUN | BEL | ITA | USA | JPN | 9        | 8位  |
| 2001年 | ジャガー | コスワース V10 | M      | アーバイン   | 11  | Ret | Ret | Ret | Ret | 7   | 3   | Ret | 7   | Ret | 9   | Ret | Ret | DNS | Ret | 5   | Ret | 9        | 8位  |
| 2001年 | ジャガー | コスワース V10 | M      | ブルティ     | 8   | 10  | Ret | 11  |     |     |     |     |     |     |     |     |     |     |     |     |     | 9        | 8位  |
| 2001年 | ジャガー | コスワース V10 | M      | デ・ラ・ロサ |     |     |     |     | Ret | Ret | Ret | 6   | 8   | 14  | 12  | Ret | 11  | Ret | 5   | 12  | Ret | 9        | 8位  |

## 参照
- Henry, Alan (ed.) (2001). AUTOCOURSE 2001-2002. Hazleton Publishing Ltd.. pp. 90?92. ISBN 1-903135-06-0